# Centranthus calcitrapae
La roseta o pedrosa (Centranthus calcitrapae) és una planta amb flor del gènere Centranthus.
És una planta herbàcia de color verd blavós. Creix només fins a una alçada d'entre 10 i 40 cm. La tija és glabra i recta. Les fulles estan molt dividides; les de la base només estan dentades. La roseta floreix d'abril al juliol. La inflorescència és molt característica amb les flors, petites i de color rosa molt delicat, disposades de forma que semblen una umbel·la. Aquesta planta viu als erms i prats secs, marges de camins, a la vora dels murs i entre roques calcàries, d'ací el nom de "pedrosa". La roseta és una planta resistent, que pot viure en zones allunyades del freàtic. És molt comuna a les Illes Balears.